# Літо в дідуся
«Літо в дідуся» (кит. спр. 冬冬的假期, піньїнь: Dōng dōng de jiàqī, дослівно «Канікули Дундуна») — тайванська драма режисера Хоу Сяосяня, сценарій якого він написав разом із Чжу Тянвень.